# 羽二重団子

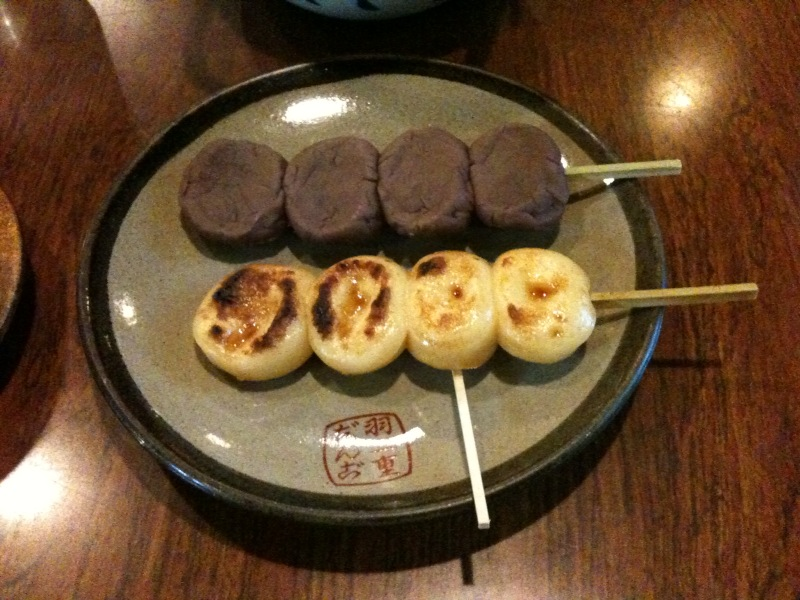
羽二重団子

羽二重団子（はぶたえだんご）は東京都荒川区にある株式会社羽二重団子が製造販売している団子。きめがこまかく羽二重のようだと絶賛されたのが由来で、そのまま名前となった。
生醤油を塗った焼き団子と、さらし餡を巻きつけた餡団子の二種類が、通常は同数一組で販売されている。串団子であるが粒の形が一般的な球形ではなく、厚みのある円盤状なのが特徴。

## 歴史
文政2年（1819年）、初代 庄五郎が「藤の木茶屋」を武蔵野国谷中本村字居村（現在地　東京都荒川区西日暮里 付近）に開く。当初の品名は「大だんご」であった。
のちに団子が、きめ細かく羽二重のようだと賞され、慶応4年の二代目庄五郎の頃には菓子名「羽二重だんご」、屋号も「羽二重団子」となっている。

## 近代文学と羽二重団子
文人が愛したため、数々の近代文学の作品に記述があることでも知られている。
- 泉鏡花「松の葉」
- 司馬遼太郎「坂の上の雲」
- 田山花袋「東京近郊」
- 夏目漱石「吾輩は猫である」
- 正岡子規「道灌山」「仰臥漫録」、その他俳句5句